# 韓續祖
韓續祖（？—？），山西平阳府洪洞縣軍籍。

## 生平
天啓元年（1621年）辛酉科山西乡试举人，天啓五年（1625年）乙丑科進士，授行人司行人。

## 家族
祖父韩廷伟，嘉靖二年進士。從弟韩接祖，崇祯十年進士。
有子韩居定。